# Paracinipe adelaidae
Paracinipe adelaidae är en insektsart som beskrevs av Massa 1996. Paracinipe adelaidae ingår i släktet Paracinipe och familjen Pamphagidae. Inga underarter finns listade i Catalogue of Life.